# Meriones meridianus
Meriones meridianus е вид гризач от семейство Мишкови (Muridae). Видът не е застрашен от изчезване.

## Разпространение и местообитание
Разпространен е в Афганистан, Иран, Казахстан, Киргизстан, Китай, Монголия, Русия, Таджикистан, Туркменистан и Узбекистан.
Обитава пустинни области, места с песъчлива почва, хълмове, храсталаци, степи и езера.

## Описание
Продължителността им на живот е около 6,8 години.